# Depart Foundation
La Depart Foundation è un'istituzione non profit dedicata alla promozione dell’arte contemporanea. Fondata nel 2008 da Pierpaolo Barzan e Valeria Sorci, attualmente ha tre sedi: Roma, Los Angeles  e Miami.

## Mostre Selezionate
- Sea Sick in Paradise [2], Malibù, Los Angeles, 2017
- Ulay: The Animist  [3], Los Angeles, 2017
- Giorgio Andreotta Calò: 5122.65 miles  [4], Los Angeles, 2016
- Anamericana [5], Roma, 2013